# Dirka po Franciji 1981
| Mesto | Name                 | Država     | Čas         |
| ----- | -------------------- | ---------- | ----------- |
| 1     | Bernard Hinault      | Francija   | 96h 19' 38" |
| 2     | Lucien Van Impe      | Belgija    | 14' 34"     |
| 3     | Robert Alban         | Francija   | 17' 04"     |
| 4     | Joop Zoetemelk       | Nizozemska | 18' 21"     |
| 5     | Peter Winnen         | Nizozemska | 20' 26"     |
| 6     | Jean-René Bernaudeau | Francija   | 23' 02"     |
| 7     | Johan De Muynck      | Belgija    | 24' 25"     |
| 8     | Sven-Ake Nilsson     | Švedska    | 24' 37"     |
| 9     | Claude Criquiélion   | Belgija    | 26' 18"     |
| 10    | Phil Anderson        | Avstralija | 27' 00"     |

Dirka po Franciji 1981 je bila 68. dirka po Franciji, ki je potekala leta 1981.

## Pregled
| Kategorije                          | Podatki      |
| ----------------------------------- | ------------ |
| Začetek-konec                       | Nica - Pariz |
| Dolžina (km)                        | 3.757        |
| Število etap                        | 24           |
| Povprečna hitrost zmagovalca (km/h) | 38,960       |
| Kolesarjev                          | 150          |
| Tekmo končalo                       | 121          |